# César Elizondo
César Gerardo Elizondo Quesada (ur. 10 lutego 1988 w Pérez Zeledón) – kostarykański piłkarz występujący na pozycji napastnika. Zawodnik klubu San Antonio FC.

## Kariera klubowa
Elizondo seniorską karierę rozpoczął w 2007 roku w zespole Deportivo Saprissa z Primera División de Costa Rica. W sezonie 2007/2008 wywalczył z nim mistrzostwo faz Apertura oraz Clausura, w sezonie 2008/2009 mistrzostwo fazy Apertura, a w sezonie 2009/2010 Clausura. Sezon 2010/2011 spędził na wypożyczeniu w Municipal Pérez Zeledón. W 2013 roku grał w Buriram United, a następnie odszedł do klubu Carolina RailHawks. Od 2014 występował w San Antonio Scorpions.

## Kariera reprezentacyjna
W reprezentacji Kostaryki Elizondo zadebiutował w 2011 roku. W tym samym roku został powołany do kadry na Copa América. Na tamtym turnieju, zakończonym przez Kostarykę na fazie grupowej, wystąpił w spotkaniach z Kolumbią (0:1), Boliwią (2:0) i Argentyną (0:3).

## Życie prywatne
Jest żonaty z modelką Sofíą Cascante.